# Патек
{{#ifeq:0|0|{{#if:Pataecus fronto|{{#if:|[[]}}|[[]]}}}}
Патек (Pataecus fronto) — вид променеперих риб сімейства австралійських вельветок (Pataecidae). Єдиний представник роду патеків (Pataecus). Поширені в помірних водах біля узбережжя Австралії. Донні хижі риби. Максимальна довжина тіла 27 см.

## Етимологія
Латинська назва роду походить від грецької назви патеків, фінікійських богів-гномів, покровителів мореплавців. Зображення цих богів часто містилися на носі старовинних вітрильних суден. Зовнішній вигляд представників роду Pataecus чимось нагадує цих божків. Латинська видова назва пов'язана з лат. fronto — «передня частина» і віддає данину високому спинному плавцю у цих видів риб.
Англійська назва Red Indianfish пов'зана з тим, що риба нагадує зачіску-ірокез.

## Опис
Тіло видовжене, стиснуте з боків, в передній частині висота тіла становить 32-46 % від стандартної довжини тіла; звужується до маленького хвостового стебла. Голова велика, її довжина становить 30-35 % від довжини тіла, фронтальний профіль рила майже вертикальний. Очі середнього розміру, їхній діаметр дорівнює 10-16 % довжини голови, розташовані на верхівці голови. Рот косий, довжина верхньої щелепи складає 27-36 % довжини голови. Зуби дрібні, розташовані однією смугою на кожній щелепі. На верхній частині зябрової кришки є два низьких косих гребеня, на голові шипів немає. Луска відсутня. Шкіра гладка. Бічна лінія слабо виражена, тягнеться від верхнього краю зябрової щілини до хвостового стебла, складається з 14-27 нечітких найдрібніших пір.
Довгий спинний плавець з 22-25 жорсткими і 14-17 м'якими променями починається на голові перед очима і тягнеться до хвостового стебла, в розправленому вигляді нагадує вітрило. З'єднується мембраною з хвостовим плавцем. В низькому анальному плавці 9-11 жорстких і 4-7 м'яких променів, задні промені дещо довші передніх. Грудні плавці великі з 8 м'якими потовщеними променями, розташовані низько на тілі, їх закінчення заходять за анальний отвір, на задньому краї є виїмки. Промені всіх плавців не гілчасті, мембрани між променями плавців товсті і м'ясисті. Черевні плавці відсутні. Хвостовий плавець з 10 промінцями, трохи видовжений, з заокругленим заднім краєм.
Забарвлення дуже різноманітне. Тіло може бути від коричневого кольору з мережею тонких червоних ліній і білих плям до червонуватого і оранжевого кольору з білими плямами. Інші особини коричневі з рожевими плямами.
Максимальна довжина тіла 27 см.

## Біологія
Біологія патеків вивчена недостатньо. Патеки — морські донні риби, добре замасковані хижаки-засадчики. Більш активні в нічні години. Харчуються переважно креветками та іншими ракоподібними. Коли плавають у відкритих шарах води, нагадують листя, що розгойдується взад і вперед в хвилях. Патеки ведуть малорухливий спосіб життя. Кожні декілька тижнів вони скидають шкіру, щоб запобігти обростанню шкіри водоростями і моховатками.

## Ареал і місця проживання
Поширені в прибережних водах біля берегів південної частини Австралії, ареал розірваний. У східній частині Австралії зустрічаються від півдня Квінсленда і Нового Південного Уельсу до затоки Сент-Вінсента на півдні Австралії. Біля берегів Західної Австралії зустрічаються в затоці Шарк. Мешкають в захищених затоках і бухтах в рифових областях серед водоростей і губок на глибині 10-80 м.